# Повне товариство
По́вне товари́ство — товариство, юридична особа, всі учасники якого проводять спільну підприємницьку діяльність і солідарно несуть додаткову (субсидіарну) відповідальність за зобов'язаннями товариства усім своїм майном.
В повному товаристві формується складений капітал.

## Учасники повного товариства
Особа може бути учасником тільки одного повного товариства. Учасниками повного товариства можуть бути лише особи, зареєстровані як суб'єкти підприємництва.
Учасник повного товариства не має права без згоди інших учасників вчиняти від свого імені та у своїх інтересах або в інтересах третіх осіб правочини, що є однорідними з тими, які становлять предмет діяльності товариства.
Управління товариством здійснюється за спільною угодою всіх учасників: одним або всіма учасниками. Кожен учасник товариства має один голос, якщо інше не встановлено установчим договором. Учасники, яким було доручено ведення справ товариства повинні надавати решті учасників на їхню вимогу повну інформацію про дії, та виконувати ці дії від імені та в інтересах товариства. Учасник такого товариства, який діяв в інтересах товариства, але не мав на це повноважень, має право у разі, якщо його дії не були схвалені іншими учасниками, вимагати від товариства відшкодування здійснених ним витрат, якщо він доведе, що у зв'язку з його діями товариство зберегло чи набуло майно, яке за вартістю не перевищує ці витрати.

## Найменування
Найменування повного товариства має, крім слів «повне товариство» (організаційно-правова форма):
- містити імена (найменування) всіх його учасників або
- містити ім'я (найменування) одного чи кількох учасників з доданням слів «і компанія».

## Відповідальність учасників
У випадку неплатоспроможності повного товариства, всі учасники несуть солідарну відповідальність перед кредиторами за зобов'язаннями товариства. Це означає, що кредитор має право вимагати грошових коштів від будь-кого з учасників або одночасно з усіх учасників повного товариства, незалежно від розміру їхнього внеску до складеного капіталу.
Учасники можуть бути притягнуті до відповідальності лише в межах, в яких наявного у юридичної особи майна не достатньо для виконання зобов'язання. Тобто, до моменту встановлення факту неплатоспроможності товариства та до визначення розміру непокритих боргів, учасники до відповідальності не притягаються.
Учасники несуть відповідальність незалежно від того, виникли борги до чи після його вступу в товариство. Учасник, який вибув з товариства, відповідає за зобов'язаннями товариства, що виникли до моменту його вибуття, рівною мірою з учасниками, що залишилися, протягом 3 років з дня затвердження звіту про діяльність товариства за рік, у якому він вибув.

## Вихід з повного товариства
Якщо товариство створено не на невизначений строк, його учасник може в будь-який час вийти з товариства, попередивши про це не пізніше ніж за 3 місяця до фактичного виходу. Достроковий вихід з товариства що створено на визначений допускається тільки з поважних причин, попередження за 6 місяців.
Зміни у складі товариства можуть бути у зв'язку з:
- виходом учасника з власної ініціативи;
- виключення із складу учасників;
- вибуттям із складу учасників з причин, що не залежать від учасника.

Учаснику, що вийшов з товариства виплачується вартість частини майна товариства, пропорційна його частці у статутному капіталі, якщо інше не встановлено договором.